# Elezioni regionali in Basilicata del 2024
Le elezioni regionali del 2024 in Basilicata si sono tenute il 21 e 22 aprile per eleggere i 20 membri del Consiglio regionale e il presidente della Regione.
Le consultazioni sono state vinte da Vito Bardi, presidente uscente sostenuto dal centro-destra, Azione e Italia Viva, con il 56,63% delle preferenze, mentre Piero Marrese, sostenuto da centro-sinistra e Movimento 5 Stelle, ha ottenuto il 42,16% dei voti. Infine, il candidato di Volt, Eustachio Follia, ha ottenuto l'1,21% delle preferenze. Tra le liste del centro-destra il partito più votato è risultato Fratelli d'Italia, con il 17,39% delle preferenze, mentre nel centro-sinistra è risultato primo il Partito Democratico, con il 13,87%.
Per la prima volta da quando è prevista l'elezione diretta del presidente della Regione, un presidente uscente di centro-destra viene riconfermato alle urne. Inoltre, per la prima volta sia Azione, sia Italia Viva si sono presentate in coalizione con il centro-destra in occasione delle elezioni regionali.

## Contesto
Fin dalle elezioni nel 1970, le prime elezioni regionali per i consigli delle regioni a statuto ordinario, la Basilicata è stato governata ininterrottamente da maggioranze a guida DC. Dalle consultazioni regionali del 1995, le ultime senza l'elezione diretta anche del presidente, la regione è sempre stata governata da giunte di centro-sinistra fino al 2019.
Alle elezioni regionali del 2019 la coalizione di centro-destra guidata da Vito Bardi, di Forza Italia, ha vinto per la prima volta, mentre il centro-sinistra è arrivato secondo e il Movimento 5 Stelle terzo.

## Legge elettorale
La legge elettorale la L.R. nº 20 del 20 agosto 2018, già in vigore per le elezioni del 2019. La presentazione ufficiale delle liste va completata entro 29 o 30 giorni prima del voto (nel caso di queste elezioni, entro il 22 e 23 marzo). Essa prevede prevede un unico turno, con voto di lista, cioè la possibilità di esprimere una preferenza all'interno della lista prescelta e voto per il candidato presidente, su un'unica scheda. Non è consentito votare per una lista e per un candidato presidente non collegati fra loro (voto disgiunto): se si vota per uno specifico membro di una lista, la preferenza verrà assegnata automaticamente anche al candidato governatore sostenuto dalla stessa lista. È possibile, invece, indicare una doppia preferenza di genere: sulla scheda l’elettore può esprimere due preferenze, purché siano di genere diverso (per un uomo e per una donna, o viceversa). Comunque, ciascun sesso non può superare la quota massima rappresentativa per ogni lista, fissata al 60%. Gli elettori affetti da infermità tali da impedire loro di uscire dalla propria abitazione sono autorizzati a richiedere il voto domiciliare al proprio comune di residenza, mentre gli elettori che necessitano di essere accompagnati al seggio per impedimenti fisici possono richiedere agli uffici comunali il voto assistito.
È proclamato eletto presidente della Regione il candidato che ottiene la maggioranza (anche solo relativa) dei voti; tuttavia, il candidato che ottiene il secondo maggior numero di preferenze ha diritto a un seggio da consigliere regionale. Alle liste collegate al presidente eletto viene eventualmente assegnato un premio di maggioranza, nella seguente misura: da un minimo di 11 seggi, nel caso in cui il presidente eletto abbia ottenuto una percentuale di preferenze superiore o uguale al 30%, fino a un massimo di 14 seggi, per un numero di voti superiore o uguale al 40%. La legge prevede anche una soglia di sbarramento dell'8% per le coalizioni e del 3% per le liste non coalizzate. Tuttavia, non è previsto alcuno sbarramento per le liste all'interno delle coalizioni che abbiano superato il 4%.

### Circoscrizioni elettorali

Mappa delle circoscrizioni elettorali al momento delle elezioni

Il territorio della regione è ripartito nelle due circoscrizioni elettorali di Potenza e Matera, che insieme formano il collegio unico regionale ai fini del calcolo dei voti attribuiti ai candidati alla carica di presidente della Regione e dell'attribuzione e della ripartizione dei seggi fra le coalizioni e i gruppi di liste. Per questa tornata elettorale, i seggi assegnati alle circoscrizioni non sono variati rispetto alla precedente e sono i seguenti:
| Circoscrizione                | Popolazione al 2023 | Quozienti interi | Resti | Seggi assegnati |
| ----------------------------- | ------------------- | ---------------- | ----- | --------------- |
| Potenza                       | 349 616             | 12               | 0,921 | 13              |
| Matera                        | 191 552             | 7                | 0,079 | 7               |
| Basilicata                    | 541 168             | 19               | 1     | 20              |
| Quoziente regionale: 27 058,4 |                     |                  |       |                 |

## Candidati presidente e liste

### Candidature ammesse
- Il 10 ottobre 2023, Volt Italia ha annunciato ufficialmente la candidatura del proprio coordinatore regionale, Eustachio Follia.[10][11]
- Il 28 febbraio 2024, dopo alcuni mesi di trattative,[12][13] e dopo il risultato delle elezioni regionali in Sardegna,[14] la coalizione di centro-destra ha ufficialmente annunciato la ricandidatura del presidente regionale uscente, Vito Bardi (FI), per un secondo mandato.[15][16] Bardi è stato sostenuto da sette liste: Fratelli d'Italia, Lega, Forza Italia, UdC-Democrazia Cristiana-Popolari Uniti, Azione e le liste civiche La Vera Basilicata e Orgoglio Lucano;[8][17] quest'ultima lista comprende sei candidati di Italia Viva, in seguito a un accordo programmatico stipulato fra il partito e il candidato alla presidenza.[18][19] Inoltre, la lista di Forza Italia ospita al suo interno i candidati di Noi Moderati,[20] mentre quella dell'UdC il coordinatore regionale di Sud chiama Nord, Vincenzo Clemente.[17]
- Il 17 marzo 2024, in seguito alla rinuncia di Domenico Lacerenza, la coalizione di centro-sinistra ha annunciato la candidatura unitaria di Piero Marrese, presidente della provincia di Matera e sindaco di Montalbano Jonico.[21][22] Marrese è stato sostenuto da cinque liste: Partito Democratico, Movimento 5 Stelle, Alleanza Verdi e Sinistra-Partito Socialista Italiano-Basilicata Possibile[8][17] e le liste civiche Basilicata Casa Comune, di estrazione cattolica e guidata da Angelo Chiorazzo,[23] e Basilicata Unita,[8][17] che include al suo interno tre candidati di +Europa.[24] La candidatura di Marrese ha inoltre ricevuto l'appoggio di Centro Democratico, che tuttavia non ha aderito a nessuna delle liste della coalizione.[25]

### Candidature ritirate
- Il 25 febbraio 2024, il movimento civico Area Popolare ha ufficializzato la candidatura del proprio segretario nazionale, Pasquale Tucciariello.[12][26] Il 17 marzo seguente, però, Area Popolare ha annunciato il ritiro di Tucciarello dalla campagna elettorale.[27]
- Il 13 marzo 2024, dopo alcuni mesi di trattative e dopo i risultati delle elezioni in Sardegna e Abruzzo, Partito Democratico, Movimento 5 Stelle, +Europa, Alleanza Verdi e Sinistra e il movimento civico Basilicata Casa Comune hanno annunciato il proprio sostegno alla candidatura di Domenico Lacerenza, fino a quel momento primario del reparto di Oculistica dell’Ospedale San Carlo di Potenza.[28][29] Tuttavia, appena tre giorni dopo, Lacerenza ha deciso di rinunciare alla nomina, viste le forti polemiche che la sua candidatura aveva suscitato fra alcuni sindaci, amministratori e sindacalisti vicini al centro-sinistra.[30][31]
- Il 27 ottobre 2023, l'imprenditore Angelo Chiorazzo, co-fondatore della cooperativa Auxilium ed esponente dell'area cattolica democratica,[32][33] è stato proposto dal movimento civico Basilicata Casa Comune come candidato alla presidenza della regione, auspicando un’ampia adesione del centro-sinistra.[21][33] Chiorazzo è stato inizialmente sostenuto dalla sezione lucana del Partito Democratico[7][34] e da Italia Viva.[33] La sua candidatura ha invece ricevuto pareri negativi sia dal Movimento 5 Stelle,[33][34] sia da Azione,[33][35] venendo infine ritirata in seguito all'ufficializzazione di Domenico Lacerenza come candidato unitario del centro-sinistra.[28][36] Tuttavia, il 16 marzo seguente, in seguito alla rinuncia di Lacerenza, Chiorazzo ha riproposto la propria candidatura da indipendente, con l’appoggio di Basilicata Casa Comune e altre forze civiche.[37][38] Il 20 marzo, infine, l'imprenditore ha ritirato definitivamente la sua candidatura, annunciando di voler sostenere il nuovo candidato del centro-sinistra, Piero Marrese.[23]

## Campagna elettorale
In seguito alle verifiche degli uffici centrali circoscrizionali, i candidati proposti, rispettivamente, dalla lista di Volt a Potenza e dalla civica La Vera Basilicata a Matera sono stati inizialmente esclusi dalle elezioni; tuttavia, in seguito ai ricorsi presentati all'ufficio regionale della Corte d'Appello, entrambe le liste sono state riammesse.

### Programmi elettorali
Il programma della coalizione formata da Centro-destra in Italia, Azione e Italia Viva, a sostegno di Vito Bardi, è denominato Programma politico regionale 2024 a sostegno di Vito Bardi.
Il programma della coalizione formata da centro-sinistra e M5S, a sostegno di Piero Marrese, è denominato La Basilicata è Adesso.
Il programma di Volt, a sostegno di Eustachio Follia, è denominato Lucania, ricca di futuro.

### Confronti pubblici
| Data                                          | Luogo                                         | Organizzatori                                 | Link                                          | Partecipanti | Partecipanti  | Partecipanti     |
| P Presente A Assente invitato NI Non invitato | P Presente A Assente invitato NI Non invitato | P Presente A Assente invitato NI Non invitato | P Presente A Assente invitato NI Non invitato | Vito Bardi   | Piero Marrese | Eustachio Follia |
| --------------------------------------------- | --------------------------------------------- | --------------------------------------------- | --------------------------------------------- | ------------ | ------------- | ---------------- |
| 9 aprile 2024                                 | Potenza                                       | TGR Basilicata                                | RaiNews                                       | P            | P             | P                |
| 18 aprile 2024                                | Potenza                                       | TGR Basilicata                                | RaiNews                                       | P            | P             | P                |

## Sondaggi

### Candidati presidente
| Data             | Istituto                | Committente             | Campione                | Bardi         | Bardi | Marrese | Marrese | Marrese | Follia | Distacco |      |      |      |     |      |
| Data             | Istituto                | Committente             | Campione                | CDX           | CX    | CSX     | M5S     | SX      | Volt   | Distacco |      |      |      |     |      |
| ---------------- | ----------------------- | ----------------------- | ----------------------- | ------------- | ----- | ------- | ------- | ------- | ------ | -------- | ---- | ---- | ---- | --- | ---- |
| Data             | Istituto                | Committente             | Campione                | 3 aprile 2024 | Tecné | Dire    | 806     | 54,0    | 54,0   | Distacco | 44,0 | 44,0 | 44,0 | 2,0 | 10,0 |
| 2–3 aprile 2024  | Ipsos                   | La Nuova del Sud        | 800                     | 49,6          | 49,6  | 48,5    | 48,5    | 48,5    | 1,9    | 1,1      |      |      |      |     |      |
| 31 marzo 2024    | Winpoll                 | Partito Democratico     | 1000                    | 51,5          | 51,5  | 46,4    | 46,4    | 46,4    | 2,1    | 5,1      |      |      |      |     |      |
| 27–28 marzo 2024 | BiDiMedia               | Associazione BiDiMedia  | 1000                    | 53,3          | 53,3  | 45,5    | 45,5    | 45,5    | 1,2    | 7,8      |      |      |      |     |      |
| 18–21 marzo 2024 | Noto sondaggi           | Forza Italia            | 1000                    | 55,0          | 55,0  | 44,0    | 44,0    | 44,0    | 1,0    | 11,0     |      |      |      |     |      |
| 24 marzo 2019    | Elezioni regionali 2019 | Elezioni regionali 2019 | Elezioni regionali 2019 | 42,20         | -     | 33,11   | 20,32   | 4,37    | -      | 9,09     |      |      |      |     |      |

### Liste elettorali
| Data             | Istituto  | Committente         | Campione | CDX - CX | CDX - CX | CDX - CX | CDX - CX | CDX - CX | CDX - CX | CDX - CX | CSX - M5S - SX | CSX - M5S - SX | CSX - M5S - SX | CSX - M5S - SX | CSX - M5S - SX | Volt | Distacco |
| Data             | Istituto  | Committente         | Campione | FdI      | FI       | LSP      | Az       | OL       | UdC      | LVB      | PD             | BCC            | M5S            | AVS - PSI - BP | BU             | Volt | Distacco |
| ---------------- | --------- | ------------------- | -------- | -------- | -------- | -------- | -------- | -------- | -------- | -------- | -------------- | -------------- | -------------- | -------------- | -------------- | ---- | -------- |
| 3 Apr 2024       | Tecnè     | Dire                | 806      | 17,0     | 17,0     | 5,0      | 6,0      | 4,0      | 2,0      | 3,0      | 15,0           | 9,0            | 11,0           | 6,0            | 3,0            | 2,0  | 0,0      |
| 2–3 aprile 2024  | Ipsos     | La Nuova del Sud    | 800      | 20,1     | 12,5     | 4,1      | 5,3      | 1,9      | 1,1      | 3,6      | 18,0           | 6,6            | 16,0           | 6,0            | 2,0            | 2,8  | 2,1      |
| 31 marzo 2024    | Winpoll   | Partito Democratico | N.D.     | 18,7     | 11,6     | 5,7      | 6,0      | 4,4      | 1,2      | 3,5      | 16,3           | 6,0            | 15,9           | 5,4            | 3,3            | 2,0  | 2,4      |
| 27–28 marzo 2024 | BiDiMedia | BiDiMedia           | 1000     | 19,8     | 12,1     | 8,5      | 6,4      | 4,4      | 2,0      | 1,3      | 14,2           | 10,6           | 9,8            | 6,7            | 3,2            | 1,0  | 5,6      |

## Affluenza
Il corpo elettorale per le elezioni del 21-22 aprile 2024, ripartito nei 131 comuni e nelle 682 sezioni elettorali del territorio regionale, è di 567 959 elettori.
| Circoscrizioni | Affluenza | Affluenza | Affluenza | Affluenza | Elezioni 2019 | Variazione |
| Circoscrizioni | 12:00     | 19:00     | 23:00     | 15:00     | Elezioni 2019 | Variazione |
| -------------- | --------- | --------- | --------- | --------- | ------------- | ---------- |
| Potenza        | 8,84%     | 26,88%    | 36,31%    | 47,93%    | 52,40%        | 4,47%      |
| Matera         | 9,74%     | 29,11%    | 40,98%    | 54,08%    | 56,03%        | 1,95%      |
| Basilicata     | 9,12%     | 27,56%    | 37,74%    | 49,81%    | 53,52%        | 3,71%      |

## Risultati
|                                                                 | Vito Bardi ✔️ Presidente                                        | 153 088                                                         | 56,63 | Fratelli d'Italia   | 45 458  | 17,39 | 4  |  |  |
| Forza Italia                                                    | Vito Bardi ✔️ Presidente                                        | 153 088                                                         | 56,63 | 34 018              | 13,01   | 3     |    |  |  |
| Lega per Salvini Premier                                        | Vito Bardi ✔️ Presidente                                        | 153 088                                                         | 56,63 | 20 430              | 7,81    | 2     |    |  |  |
| Azione                                                          | Vito Bardi ✔️ Presidente                                        | 153 088                                                         | 56,63 | 19 646              | 7,51    | 2     |    |  |  |
| Orgoglio Lucano                                                 | Vito Bardi ✔️ Presidente                                        | 153 088                                                         | 56,63 | 18 371              | 7,03    | 1     |    |  |  |
| Unione di Centro - DCR - Popolari Uniti                         | Vito Bardi ✔️ Presidente                                        | 153 088                                                         | 56,63 | 6 636               | 2,54    | –     |    |  |  |
| La Vera Basilicata                                              | Vito Bardi ✔️ Presidente                                        | 153 088                                                         | 56,63 | 5 822               | 2,23    | –     |    |  |  |
| Totale liste                                                    | Vito Bardi ✔️ Presidente                                        | 153 088                                                         | 56,63 | 150 381             | 57,52   | 12    |    |  |  |
|                                                                 | Piero Marrese                                                   | 113 979                                                         | 42,16 | Partito Democratico | 36 254  | 13,87 | 2  |  |  |
| Basilicata Casa Comune                                          | Piero Marrese                                                   | 113 979                                                         | 42,16 | 29 228              | 11,18   | 2     |    |  |  |
| Movimento 5 Stelle                                              | Piero Marrese                                                   | 113 979                                                         | 42,16 | 20 026              | 7,66    | 2     |    |  |  |
| Alleanza Verdi e Sinistra - PSI - Basilicata Possibile          | Piero Marrese                                                   | 113 979                                                         | 42,16 | 15 144              | 5,79    | 1     |    |  |  |
| Basilicata Unita                                                | Piero Marrese                                                   | 113 979                                                         | 42,16 | 7 483               | 2,86    | –     |    |  |  |
| Seggio assegnato al candidato presidente classificatosi secondo | Seggio assegnato al candidato presidente classificatosi secondo | Seggio assegnato al candidato presidente classificatosi secondo | 42,16 | 1                   |         |       |    |  |  |
| Totale liste                                                    | Piero Marrese                                                   | 113 979                                                         | 42,16 | 108 135             | 41,36   | 8     |    |  |  |
|                                                                 | Eustachio Follia                                                | 3 269                                                           | 1,21  | Volt Basilicata     | 2 947   | 1,13  | –  |  |  |
| Totale                                                          | Totale                                                          | 270 336                                                         | 100   |                     | 261 463 | 100   | 20 |  |  |
|                                                                 |                                                                 |                                                                 |       |                     |         |       |    |  |  |
| Schede bianche                                                  | Schede bianche                                                  | 3 090                                                           | 1,09  |                     |         |       |    |  |  |
| Schede nulle                                                    | Schede nulle                                                    | 9 441                                                           | 3,34  |                     |         |       |    |  |  |
| Votanti                                                         | Votanti                                                         | 282 886                                                         | 49,81 |                     |         |       |    |  |  |
| Elettori                                                        | Elettori                                                        | 567 939                                                         |       |                     |         |       |    |  |  |
|                                                                 |                                                                 |                                                                 |       |                     |         |       |    |  |  |
| Fonte: Ministero dell'interno                                   |                                                                 |                                                                 |       |                     |         |       |    |  |  |

1. ↑  La lista include candidati di Noi Moderati.
2. ↑  La lista include candidati di Italia Viva.
3. ↑  La lista include candidati di Sud chiama Nord.
4. ↑  La lista include candidati di +Europa.

### Distribuzione per circoscrizione

Composizione del consiglio regionale della Basilicata

| Circoscrizione                | Vito Bardi | Piero Marrese | Eustachio Follia |      |
| Circoscrizione                | %          | %             | %                |      |
| ----------------------------- | ---------- | ------------- | ---------------- | ---- |
| Circoscrizione                | Potenza    | 60,87         | 38,30            | 0,82 |
| Matera                        | 48,08      | 49,94         | 1,98             |      |
| Basilicata                    | 56,63      | 42,16         | 1,21             |      |
|                               |            |               |                  |      |
| Fonte: Ministero dell'Interno |            |               |                  |      |

| Circoscrizione                | CDX-Az-IV | CDX-Az-IV | CSX-M5S | CSX-M5S | Volt | Volt |   |
| Circoscrizione                | %         | S         | %       | S       | %    | S    |   |
| ----------------------------- | --------- | --------- | ------- | ------- | ---- | ---- | - |
| Circoscrizione                | Potenza   | 61,31     | 8       | 37,94   | 4    | 0,75 | – |
| Matera                        | 49,67     | 4         | 48,43   | 3       | 1,90 | –    |   |
| Basilicata                    | 56,63     | 12        | 41,36   | 7       | 1,13 | –    |   |
|                               |           |           |         |         |      |      |   |
| Fonte: Ministero dell'Interno |           |           |         |         |      |      |   |

### Consiglieri eletti
| Circoscrizione | Lista              | Lista                                                 | Lista                       | Eletti            | Preferenze |
| -------------- | ------------------ | ----------------------------------------------------- | --------------------------- | ----------------- | ---------- |
| Potenza        |                    |                                                       | Fratelli d'Italia           | Carmine Cicala    | 4 913      |
| Potenza        | Maddalena Fazzari  | 4 782                                                 | Fratelli d'Italia           |                   |            |
| Potenza        | Michele Napoli     | 4 319                                                 | Fratelli d'Italia           |                   |            |
| Potenza        |                    | Forza Italia                                          | Francesco Cupparo           | 4 372             |            |
| Potenza        | Gianuario Aliandro | Forza Italia                                          | 3 045                       |                   |            |
| Potenza        |                    | Lega Salvini Basilicata                               | Pasquale Pepe               | 4 565             |            |
| Potenza        |                    | Orgoglio Lucano                                       | Mario Polese                | 3 492             |            |
| Potenza        |                    | Azione con Calenda                                    | Marcello Pittella           | 7 157             |            |
| Potenza        |                    |                                                       | Partito Democratico         | Piero Lacorazza   | 4 707      |
| Potenza        |                    | Basilicata Casa Comune                                | Angelo Chiorazzo            | 7 284             |            |
| Potenza        |                    | Movimento 5 Stelle                                    | Alessia Araneo              | 3 254             |            |
| Potenza        |                    | Alleanza Verdi e Sinistra-PSI-La Basilicata Possibile | Antonio Bochicchio          | 1 843             |            |
| Matera         |                    |                                                       | Fratelli d'Italia           | Cosimo Latronico  | 3 440      |
| Matera         |                    | Forza Italia                                          | Michele Casino              | 2 853             |            |
| Matera         |                    | Azione con Calenda                                    | Nicola Massimo Morea        | 2 722             |            |
| Matera         |                    | Lega Salvini Basilicata                               | Domenico Raffaele Tataranno | 2 294             |            |
| Matera         |                    |                                                       | Partito Democratico         | Roberto Cifarelli | 4 967      |
| Matera         |                    | Basilicata Casa Comune                                | Giovanni Vizziello          | 2 419             |            |
| Matera         |                    | Movimento 5 Stelle                                    | Viviana Verri               | 2 161             |            |

## Conseguenze
Il 5 luglio, Marcello Pittella (Az) viene eletto presidente del Consiglio regionale con 13 voti.
La giunta Bardi II è composta dal presidente Vito Bardi (FI), 2 assessori di Fratelli d'Italia, 1 della Lega (anche vicepresidente), 1 di Forza Italia e 1 di Orgoglio lucano (appartenente a Italia Viva).

### Annotazioni
1. ↑  Rispetto alla somma dei voti ottenuti dai candidati del centro-sinistra (Trerotola), del Movimento 5 Stelle (Mattia) e di Basilicata Possibile (Tramutoli) nelle elezioni precedenti.
2. ↑  Rispetto alla somma dei seggi ottenuti dai candidati del centro-sinistra (Trerotola) e del Movimento 5 Stelle (Mattia) nelle elezioni precedenti.
3. 1 2  Margine di errore: ±3,5%. Affluenza stimata: 51%. Indecisi ed astenuti: 49%.
4. 1 2  Margine di errore con IC (95%): ±0,7-3,5%. Affluenza stimata: 53,6-59,4%. Indecisi: 24,1%.
5. ↑  Indecisi ed astenuti: 34%.
6. 1 2  Margine di errore con IC (95%): ±3,2%. Affluenza stimata: 48-52%. Indecisi: 22%.
7. ↑  Margine di errore con IC (95%): ±3,2%. Affluenza stimata: 50-54%.
8. ↑  Indecisi ed astenuti: 35%.
9. ↑  I dati presenti nella colonna si riferiscono alla chiusura dei seggi alle ore 23:00, in quanto le precedenti elezioni si sono svolte nel solo giorno di domenica.
10. ↑  Appartenente a Italia Viva
11. ↑  Appartenente al PSI

### Fonti
1. ↑   Le elezioni regionali in Basilicata si terranno il 21 e 22 aprile, su Il Post, 19 febbraio 2024. URL consultato il 19 febbraio 2024.
2. 1 2   [Comunicato stampa Giunta regionale Basilicata] Elezioni regionali, si vota il 21 e 22 aprile 2024, su Regioni.it, 19 febbraio 2024. URL consultato il 19 febbraio 2024.
3. 1 2   Elezioni Basilicata, è Bardi bis: «Dedico la vittoria ai lucani», su Gazzetta del Mezzogiorno, 22 aprile 2024. URL consultato il 23 aprile 2024.
4. 1 2   Speciale Elezioni Regionali 2024: tutti i risultati Basilicata, su elezioni.repubblica.it, la Repubblica. URL consultato il 23 aprile 2024.
5. ↑   Il centrodestra ha vinto le elezioni regionali in Basilicata, su Pagella Politica, 22 aprile 2024. URL consultato il 22 aprile 2024.
6. 1 2 3 4 5 6 7 8   Consiglio regionale della Basilicata - X legislatura, Legge Regionale 20 agosto 2018, n. 20 - SISTEMA DI ELEZIONE DEL PRESIDENTE DELLA GIUNTA E DEI CONSIGLIERI REGIONALI (PDF), su regione.basilicata.it, Regione Basilicata, 20 agosto 2018. URL consultato il 1º marzo 2024.
7. 1 2 3 4   Francesco Bonaduce, Verso le elezioni, su Rai News, 20 febbraio 2024. URL consultato il 29 febbraio 2024.
8. 1 2 3 4 5 6   Guida alle elezioni regionali in Basilicata, su Pagella Politica, 18 aprile 2024. URL consultato il 20 aprile 2024.
9. ↑   Voto domiciliare e voto assistito, in Rai News, 9 marzo 2024. URL consultato il 1º aprile 2024.
10. ↑   Regionali: Follia (Volt) sarà candidato alla presidenza, su ANSA, 10 ottobre 2023. URL consultato il 29 febbraio 2024.
11. ↑   Volt alle elezioni regionali con un proprio candidato presidente. Nel programma il ritorno alla denominazione Lucania al posto di Basilicata, su SassiLive, 10 ottobre 2023. URL consultato il 29 febbraio 2024.
12. 1 2   Nicoletta Soave, Regionali 2024, scintille nel centrodestra, su Rai News, 21 gennaio 2024. URL consultato il 29 febbraio 2024.
13. ↑   Abruzzo, Basilicata, Piemonte e Umbria: le prossime elezioni regionali nel 2024, su Quotidiano Nazionale, 29 febbraio 2024. URL consultato il 29 febbraio 2024.
14. ↑   Regionali, accordo del centrodestra sulle ricandidature di Bardi, Cirio e Tesei, su RaiNews, 28 febbraio 2024.
15. ↑   Alle prossime elezioni regionali in Piemonte, Basilicata e Umbria la destra ricandiderà gli attuali governatori, su Il Post, 28 febbraio 2024. URL consultato il 29 febbraio 2024.
16. ↑   Regionali, accordo nel Centrodestra su Bardi, Tesei e Cirio, in ANSA, 29 febbraio 2024. URL consultato il 29 febbraio 2024.
17. 1 2 3 4   Basilicata, ecco i tre candidati per le Regionali: Bardi, Marrese, Follia, su Gazzetta del Mezzogiorno, 23 marzo 2024. URL consultato il 25 marzo 2024.
18. ↑   Basilicata, Bardi: accordo programmatico con Italia Viva, su La Gazzetta del Mezzogiorno, 16 marzo 2024. URL consultato il 17 marzo 2024.
19. ↑   Presentati i candidati di Italia Viva nella lista Orgoglio lucano a sostegno di Bardi: report e foto, su SassiLive, 23 marzo 2024. URL consultato il 26 marzo 2024.
20. ↑   Regionali Basilicata, la lista comune Forza Italia e Noi Moderati, su Facebook, 22 marzo 2024. URL consultato il 22 marzo 2024.
21. 1 2   Tre candidati diversi in una settimana, su Il Post, 18 marzo 2024. URL consultato il 18 marzo 2024.
22. ↑   Campo largo, trovata l'intesa in Basilicata: sarà Marrese il candidato alle regionali, su La Stampa, 17 marzo 2024. URL consultato il 17 marzo 2024.
23. 1 2   Angelo Chiorazzo, primo possibile candidato presidente del Partito Democratico in Basilicata, si è ritirato e appoggerà Piero Marrese, su Il Post, 20 marzo 2024. URL consultato il 20 marzo 2024.
24. ↑   Adesione dei candidati di Più Europa alla lista civica Basilicata Comune in sostegno di Piero Marrese, su Facebook, 23 marzo 2024. URL consultato il 23 settembre 2024.
25. ↑   Basilicata: Centro Democratico sostiene Piero Marrese, su Centro Democratico, 19 marzo 2024. URL consultato il 19 marzo 2024.
26. ↑   Elezioni regionali 2024, Pasquale Tuccariello candidato presidente per Area Popolare: “Viabilità, sanità e formazione le nostre priorità”. Report, video-intervento, foto, su SassiLive, 25 febbraio 2024. URL consultato il 29 febbraio 2024.
27. ↑   Franco Martina, Area Popolare passa. Nessuna lista alle Regionali, su Giornalemio.it, 17 marzo 2024. URL consultato il 23 marzo 2024.
28. 1 2   Per la Basilicata il centrosinistra ha scelto Lacerenza, su ANSA, 13 marzo 2024. URL consultato il 14 marzo 2024.
29. ↑   Il centrosinistra ha scelto Domenico Lacerenza come candidato alle elezioni regionali in Basilicata, su Il Post, 13 marzo 2024. URL consultato il 14 marzo 2024.
30. ↑   Lacerenza rinuncia alla candidatura in Basilicata, su ANSA, 16 marzo 2024. URL consultato il 16 marzo 2024.
31. ↑   Lacerenza rinuncia alla candidatura, il Pd lancia Pentenero in Piemonte ma il M5s si smarca, su Domani, 16 marzo 2024. URL consultato il 16 marzo 2024.
32. ↑   Antonio Maria Mira, Intervista. Chiorazzo: «Migranti, un errore smantellare l'accoglienza», su Avvenire, 29 agosto 2023. URL consultato il 29 febbraio 2024.
33. 1 2 3 4 5   Daniela Preziosi, Basilicata, Chiorazzo: «Un piano Marshall per i lucani. Anche Meloni non vuole più Bardi», su Domani, 7 gennaio 2024. URL consultato il 29 febbraio 2024.
34. 1 2   Niccolò Carratelli, Pd-M5s, rebus Basilicata: si cerca un accordo in extremis, su La Stampa, 28 febbraio 2024. URL consultato il 29 febbraio 2024.
35. ↑   Basilicata 2024: Azione non sostiene la candidatura di Chiorazzo, su ANSA, 16 dicembre 2023. URL consultato il 29 febbraio 2024.
36. ↑   Roberta D'Angelo, Basilicata. Passo di lato di Chiorazzo, spunta Lacerenza. Ma Azione lascia il «campo», su Avvenire, 14 marzo 2024. URL consultato il 14 marzo 2024.
37. ↑   Regionali. In Basilicata Lacerenza rinuncia. E ritorna Chiorazzo, su Avvenire, 16 marzo 2024. URL consultato il 17 marzo 2024.
38. ↑   Elezioni regionali Basilicata 2024, Chiorazzo (Basilicata Casa Comune) torna in campo da candidato presidente, su SassiLive, 16 marzo 2024. URL consultato il 17 marzo 2024.
39. ↑   Regionali, riammesse le due liste escluse, su Rai News, 27 marzo 2024. URL consultato il 1º aprile 2024.
40. ↑    Antenna Sud - canale 14, 11 APRILE 2024 - REGIONALI BASILICATA, BARDI PRESENTA IL PROGRAMMA DEL CDX, su YouTube, 11 aprile 2024. URL consultato l'11 aprile 2024.
41. ↑   Programma Elettorale (PDF), su pieromarresepresidente.it.
42. ↑   Il programma per le regionali 2024, su voltbasilicata.it.
43. ↑   ELEZIONI: OGGI SI VOTA FINO ALLE 23, DOMANI DALLE 7 ALLE 15, su regione.basilicata.it, Regione Basilicata, 21 aprile 2024. URL consultato il 21 aprile 2024.
44. ↑   Ministero dell'interno, Votanti Regionali Basilicata, su elezioni.interno.gov.it.
45. ↑   Basilicata: Pittella eletto presidente del consiglio regionale, su ansa.it, 5 luglio 2024.
46. ↑   GIUNTA: IL PRESIDENTE BARDI FIRMA IL DECRETO DI NOMINA GIUNTA, su regione.basilicata.it, 9 luglio 2024.